# Diecéze Azogues
Diecéze Azogues je římskokatolická diecéze, nacházející se v Ekvádoru.

## Území
Diecéze zahrnuje provincii Cañar.
Biskupským sídlem je město Azogues, kde se nachází hlavní chrám diecéze, Katedrála svatého Františka.
Rozděluje se do 31 farností.
Je součástí církevní provincie Cuenca.

## Historie
Diecéze byla zřízena 26. června 1968 bulou Quo magis Christi fidelium papeže Pavla VI. z části území arcidiecéze Cuenca.
Dne 12. října 1979 byla apoštolským listem Quae sit Azoguensis papeže Pavla VI. diecéze dána pod patronát Neposkvrněného Srdce Panny Marie.

## Seznam biskupů
- 1968–1975 José Gabriel Diaz Cueva
- 1975–1989 Raúl Eduardo Vela Chiriboga
- 1990–2004 Clímaco Jacinto Zarauz Carrillo
- 2004–2015 Carlos Anibal Altamirano Argüello
- od 2016 Oswaldo Patricio Ventimilla Cabrera